# Rodolfo Hidalgo
Rodolfo Hidalgo, más conocido como Chato, es un futbolista mexicano. Jugó para el Club Deportivo Guadalajara de 1943 a 1947.
Debutó profesionalmente con el Club de Fútbol Atlante en la temporada 1940-41, después de participar con el Club Central en el sector amateur. Participó en el VII campeonato nacional con la selección del Distrito Federal en marzo de 1940.
Se retiró en 1947, jugando para el Club Deportivo Guadalajara, tras una lesión en el talón que sufrió en un juego contra la Asociación Deportiva Orizabeña el 15 de febrero de 1947.

## Clubes
| Club        | País   | Año         |
| ----------- | ------ | ----------- |
| Central     | México | 1939 - 1940 |
| Atlante     | México | 1940 - 1943 |
| Guadalajara | México | 1943 - 1947 |